# Età dell'oro georgiana
L'età dell'oro georgiana (in georgiano საქართველოს ოქროს ხანა?, sakartvelos okros khana) è un periodo storico della storia della Georgia nel basso Medioevo, compreso all'incirca tra la fine dell'XI e il XIII secolo, durante il quale il regno di Georgia raggiunse l'apice del suo potere e splendore. Oltre all'espansione territoriale, questo periodo vide il fiorire dell'architettura, della pittura e della poesia georgiana medievale, che si espresse frequentemente nello sviluppo dell'arte ecclesiastica, così come con la creazione delle prime grandi opere in georgiano della letteratura secolare.
Dopo una durata superiore ai due secoli, l'età dell'oro si concluse gradualmente a causa delle continue invasioni di nomadi, tra cui i turco-mongoli con a capo Tamerlano, nonché a causa della diffusione della peste nera veicolata dal contatto con queste popolazioni in movimento. La Georgia si indebolì ulteriormente dopo la caduta di Costantinopoli del 1453, che di fatto segnò la fine dell'Impero Romano d'Oriente, tradizionale alleato della Georgia. Come risultato di questi processi, nel XV secolo la Georgia si frammentò in stati indipendenti e si trasformò in un'enclave cristiana isolata, in gran parte tagliata fuori dall'Europa cristiana e circondata da vicini ostili islamici turco-iraniani. Il declino della Georgia influenzò da quel momento in poi la percezione della nazione da parte del confinante impero russo. Nel prosieguo storico, i russi persero considerazione per i georgiani, minimizzandone sistematicamente le origini e tradizioni, rappresentando la regione come un "oriente" vulnerabile e quindi bisognoso di protezione imperiale. Al contrario, per la Georgia l'età dell'oro costituisce una parte importante del proprio orgoglio identitario, richiamando ricordi di una nazione antica e un tempo potente, che mantenne relazioni con la antica Grecia e Roma.

## Origini dell'età dell'oro

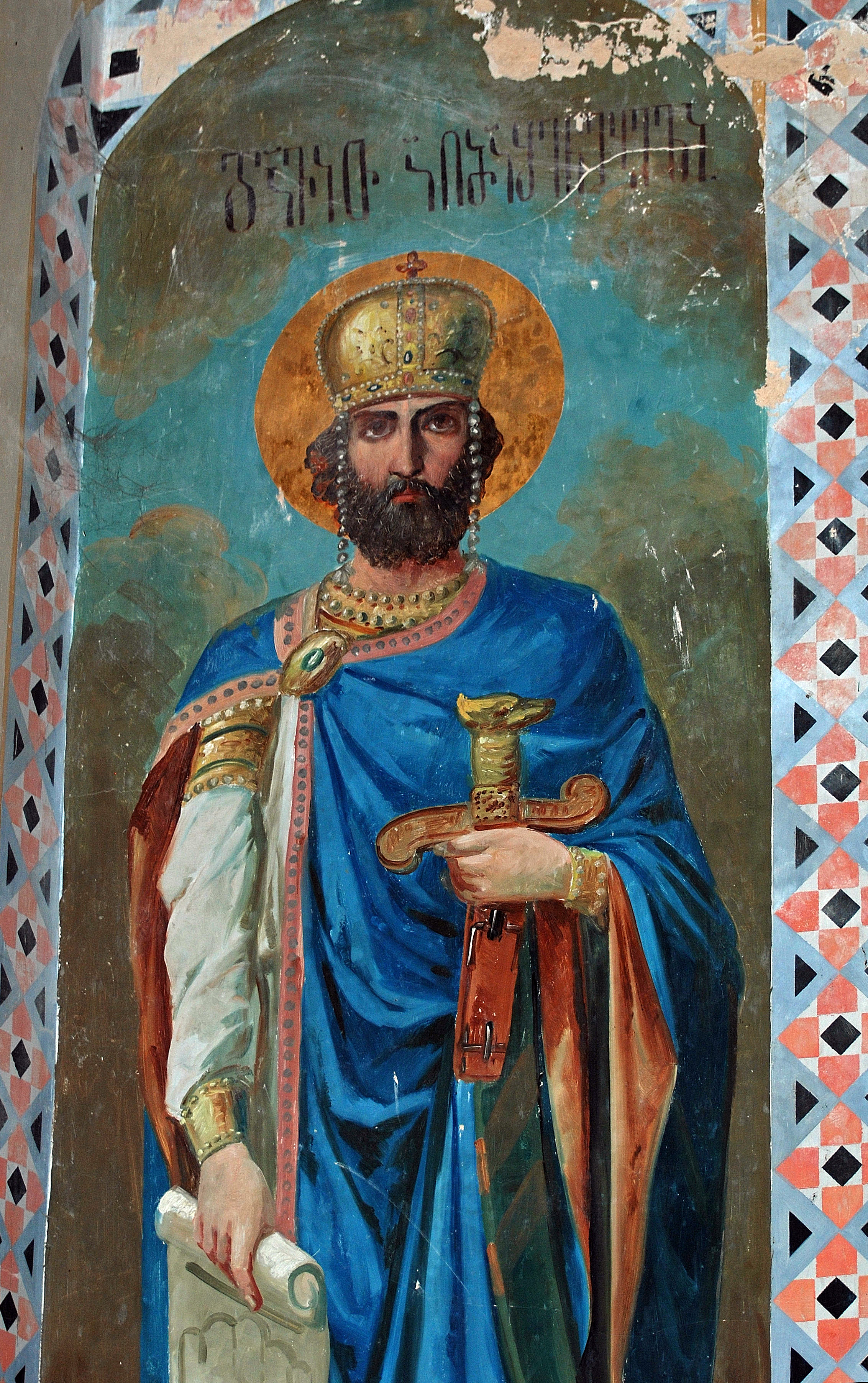
Davide IV "il costruttore", l'artefice principale della prima parte dell'età dell'oro georgiana. Affresco del monastero di Shio-Mgvime.

### Davide IV

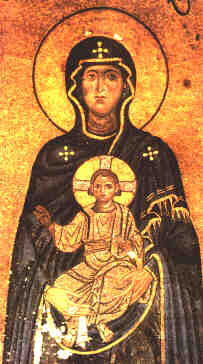
Gelati Theotókos. L'uso di costosi mosaici nelle decorazioni delle chiese era la manifestazione esteriore delle ambizioni imperiali della Georgia.

L'età dell'oro georgiana viene fatta iniziare nel 1089 con il regno di Davide IV ("il costruttore" o "il grande"), figlio di Giorgio II e della regina Elena. Davide salì al trono all'età di 16 anni in un periodo di grandi invasioni turche. Quando divenne maggiorenne, sotto la guida del suo ministro di corte, Giorgio di Chqondidi, ebbe ragione del dissenso dei signori feudali e centralizzò il potere nelle sue mani per affrontare efficacemente le minacce straniere. Nel 1121 sconfisse in modo decisivo eserciti turchi molto più grandi del suo durante la battaglia di Didgori, con i turchi selgiuchidi in fuga che furono travolti dall'inseguimento della cavalleria georgiana per diversi giorni. L'esercito di Davide nell'occasione ne ricavò un'enorme quantità di bottino e catturò molti prigionieri, mettendo al sicuro Tbilisi e inaugurando una nuova era di rinascita.
Per evidenziare lo status più elevato del suo paese, Davide fu il primo re georgiano a rifiutare i titoli, altamente rispettati, conferiti dall'Impero Romano d'Oriente, alleato di lunga data della Georgia. Con questo segnale volle indicare che la Georgia avrebbe trattato con il suo potente alleato solo su una base di parità. In precedenza e per tutto l'XI secolo, ben 16 principi e re regnanti georgiani avevano detenuto anche titoli bizantini come conseguenza degli stretti legami familiari tra i reali georgiani e bizantini. Per esempio la principessa Maria di Georgia, zia di Davide IV, fu dal 1071 al 1081 un'imperatrice consorte bizantina. Davide fu quindi il primo a interrompere questa tradizione.
Davide IV pose ulteriormente particolare enfasi sulla rimozione delle vestigia di influenze orientali, che i georgiani consideravano forzatamente imposte, a favore delle tradizioni cristiane e bizantine. Come parte di questo sforzo, fondò il monastero di Gelati, attualmente patrimonio mondiale dell'UNESCO, che divenne un importante centro di studi nel mondo cristiano ortodosso orientale del tempo.
Davide svolse anche un ruolo personale nel far rivivere l'innografia religiosa georgiana, componendo gli Inni di pentimento (in georgiano გალობანი სინანულისანი?, galobani sinanulisani), una sequenza di otto salmi in versi liberi. In questo pentimento emotivo dei suoi peccati, Davide descrisse se stesso come la reincarnazione del Davide biblico, con una relazione simile con Dio e con il suo popolo. Gli inni condividevano anche lo zelo idealistico dei crociati europei contemporanei, per i quali Davide era un alleato naturale nella lotta contro i Selgiuchidi.

### Regni di Demetrio I e Giorgio III

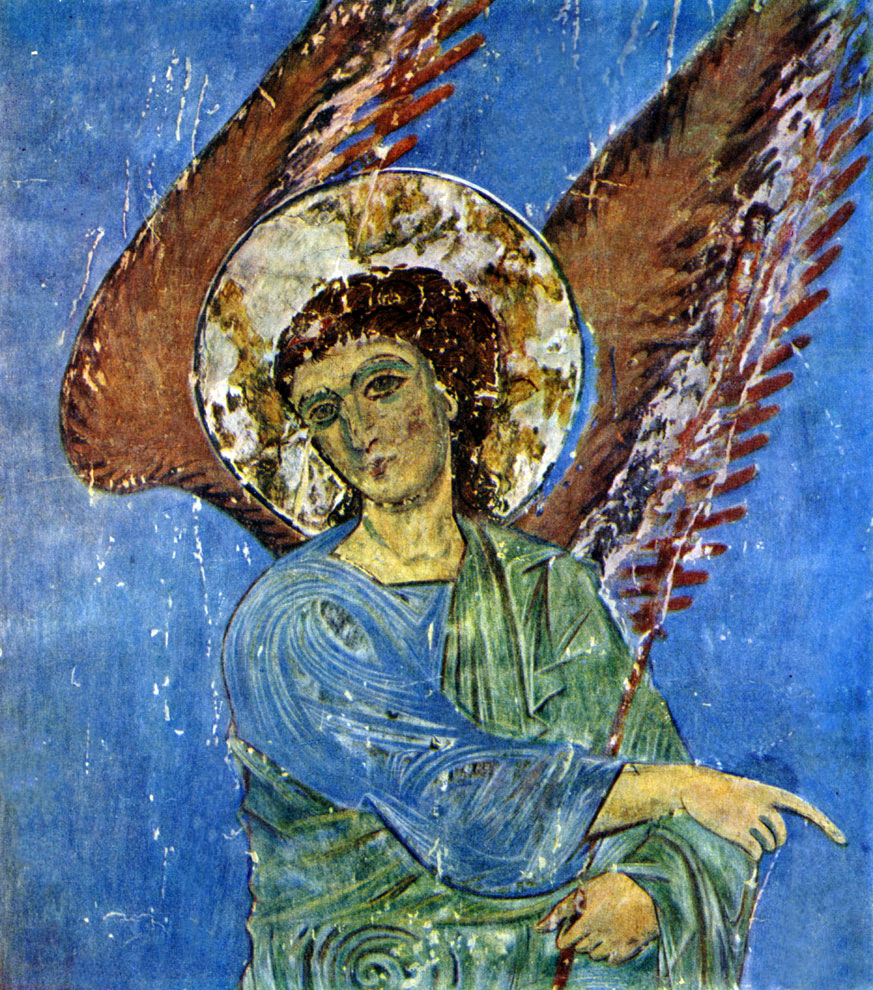
Arcangelo di Kintsvisi, completo di vernice blu oltremare naturale rara e costosa, evidenzia la crescente raffinatezza e le risorse dei maestri georgiani dopo il regno di Giorgio III

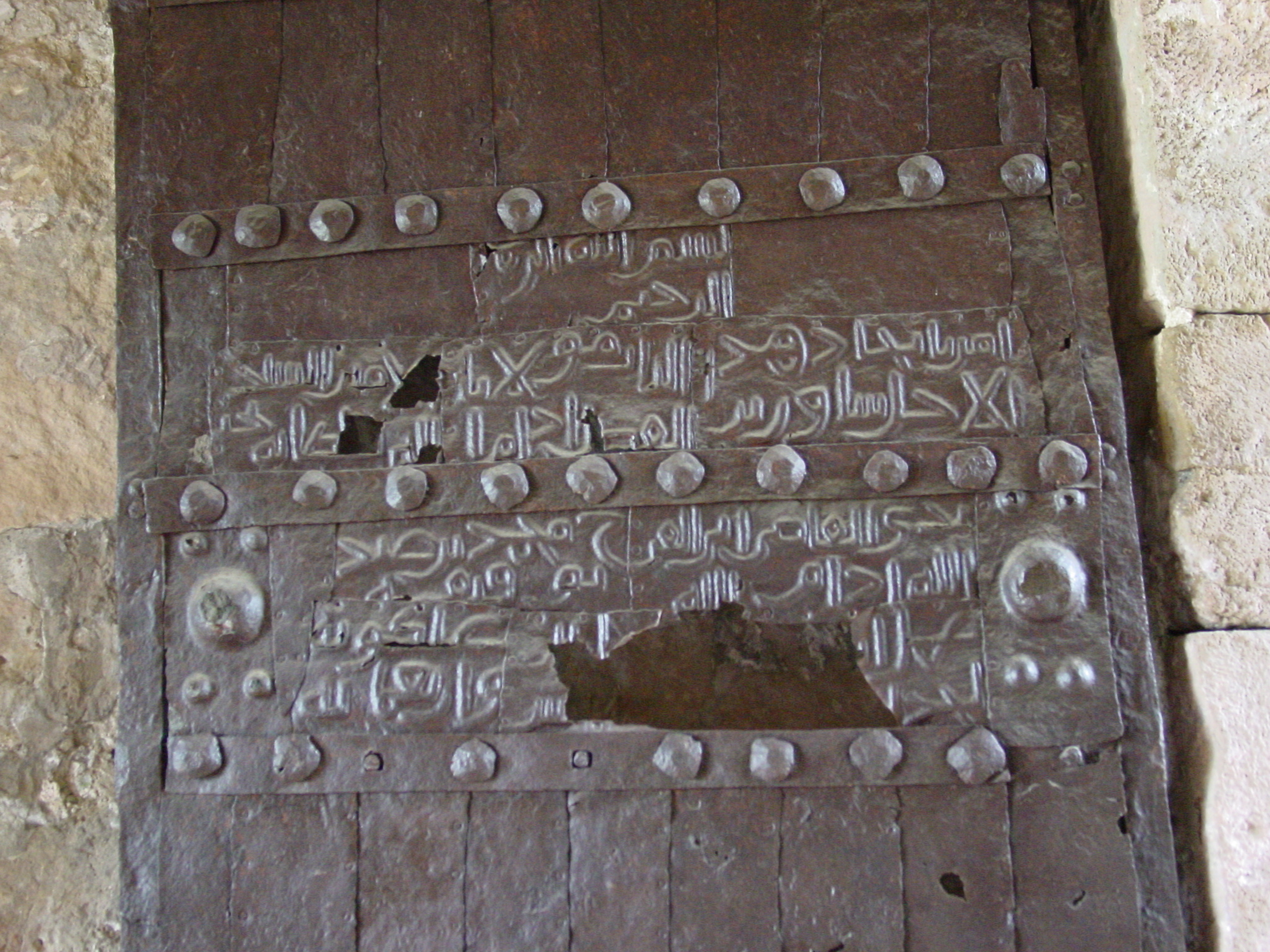
Le porte di Ganja nel moderno Azerbaigian, tuttora nel Monastero di Gelati, Imerezia

Il regno continuò a fiorire sotto Demetrio I, figlio di Davide. Sebbene il suo periodo sul trono abbia visto un dirompente conflitto familiare legato alla successione reale, la Georgia rimase un potere centralizzato con un forte esercito e in grado di conseguire diverse vittorie decisive contro i musulmani, tra cui la conquista di Ganja nel moderno Azerbaigian, le cui porte furono catturate da Demetrio e trasferite come trofeo nel Monastero di Gelati in Imerezia, dove sono tuttora.
Demetrio si rivelò anche un poeta di talento, continuando i contributi del padre alla polifonia religiosa della Georgia. Il più famoso dei suoi inni è Tu sei un vigneto, dedicato alla Vergine Maria, la santa patrona della Georgia, ed è ancora cantato nelle chiese della Georgia 900 anni dopo la sua pubblicazione.
A Demetrio successe suo figlio, Giorgio III, nel 1156, dando inizio a una fase di politica estera più espansiva. Lo stesso anno in cui Giorgio salì al trono, lanciò con successo una campagna contro il sultanato selgiuchide di Ahlat. Liberò l'importante città armena di Dvin dal vassallaggio turco e venne quindi accolto come un liberatore della regione. Giorgio continuò il processo di mescolanza della regalità georgiana con i ranghi più alti dell'Impero Romano d'Oriente, il cui momento più importante fu il matrimonio di sua figlia Rusudan con Manuele Comneno, figlio dell'imperatore Andronico I Comneno.

## Apice dello sviluppo con la regina Tamara
I successi dei suoi predecessori posero le basi per il raggiungimento del massimo dello splendore durante il regno della regina Tamara, figlia di Giorgio III, che divenne la prima sovrana donna a pieno titolo della Georgia e sotto la cui guida lo stato georgiano raggiunse l'apice del potere e del prestigio nel Medioevo. Non solo protesse gran parte del suo impero da ulteriori attacchi turchi, ma pacificò con successo le tensioni interne, incluso un colpo di stato organizzato dal marito russo Yury Bogolyubsky, principe di Novgorod. Inoltre, perseguì politiche considerate molto illuminate per il suo tempo, come l'abolizione della pena di morte e della tortura sanzionate dallo stato.

### Interventi e trattative in Terra Santa
Tra gli eventi notevoli del regno di Tamara va menzionato il contributo alla fondazione dell'impero di Trebisonda sul Mar Nero nel 1204. Questo stato fu fondato nel nord-est della odierna Turchia, distaccando territori dal fatiscente impero bizantino, con l'aiuto degli eserciti georgiani, che sostenevano Alessio I di Trebisonda e suo fratello, Davide Comneno, entrambi parenti di Tamara. Alessio e Davide erano principi bizantini fuggitivi cresciuti alla corte georgiana. Secondo lo storico di Tamara, lo scopo della spedizione georgiana a Trebisonda era punire l'imperatore bizantino Alessio IV Angelo per la sua confisca di una spedizione di denaro dalla regina georgiana ai monasteri di Antiochia e del Monte Athos. L'impegno di Tamara nel Ponto può anche essere spiegato con il suo desiderio di trarre vantaggio dalla quarta crociata contro Costantinopoli, per creare uno stato amico al confine sud-occidentale della Georgia, nonché dalla solidarietà dinastica ai Comneni esiliati.

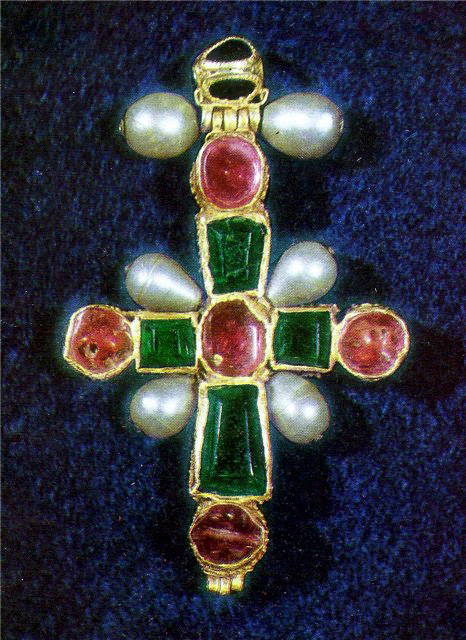
Croce d'oro della regina Tamara, composta da rubini, smeraldi e grandi perle

Il potere del paese era cresciuto a tal punto che negli ultimi anni del governo di Tamara, il regno si preoccupò principalmente della protezione dei centri monastici georgiani in Terra Santa, otto dei quali erano elencati a Gerusalemme. Il biografo di Saladino, Bahāʾ al-Dīn ibn Šaddād, riferisce che, dopo la conquista ayyubide di Gerusalemme nel 1187, Tamara inviò degli ambasciatori al sultano per chiedere la restituzione dei beni confiscati ai monasteri georgiani di Gerusalemme. La risposta di Saladino non è nota, ma gli sforzi della regina sembrano aver avuto successo. Ibn Šaddād afferma inoltre che Tamara superò l'offerta dell'imperatore bizantino nei suoi sforzi per ottenere le reliquie della Vera Croce, offrendo 200.000 pezzi d'oro a Saladino che aveva cattruato le reliquie come bottino nella battaglia di Hattin, tuttavia senza riuscirci. Jacques de Vitry, allora patriarca di Gerusalemme, scrisse:

### Commercio e cultura
Con fiorenti centri commerciali ora sotto il controllo della Georgia, l'industria e il commercio portarono nuova ricchezza al paese e alla corte di Tamara. Il tributo estorto dai vicini e il bottino di guerra aggiunto al tesoro reale, davano origine al detto che "i contadini erano come nobili, i nobili come principi e i principi come re".
Il regno di Tamara segnò anche la continuazione dello sviluppo artistico nel paese iniziato dai suoi predecessori. Mentre le sue cronache georgiane contemporanee continuavano a custodire la moralità cristiana, il tema religioso iniziò a perdere la sua precedente posizione dominante a favore della letteratura secolare altamente originale. Questa tendenza culminò in un'epopea scritta dal poeta nazionale georgiano Rustaveli - Il cavaliere dalla pelle di leopardo (Vepkhistq'aosani), consideato in Georgia come il più grande risultato della letteratura nativa. Il poema celebra gli ideali umanistici medievali di cavalleria, amicizia e amor cortese.

## Invasioni nomadi e graduale declino della Georgia

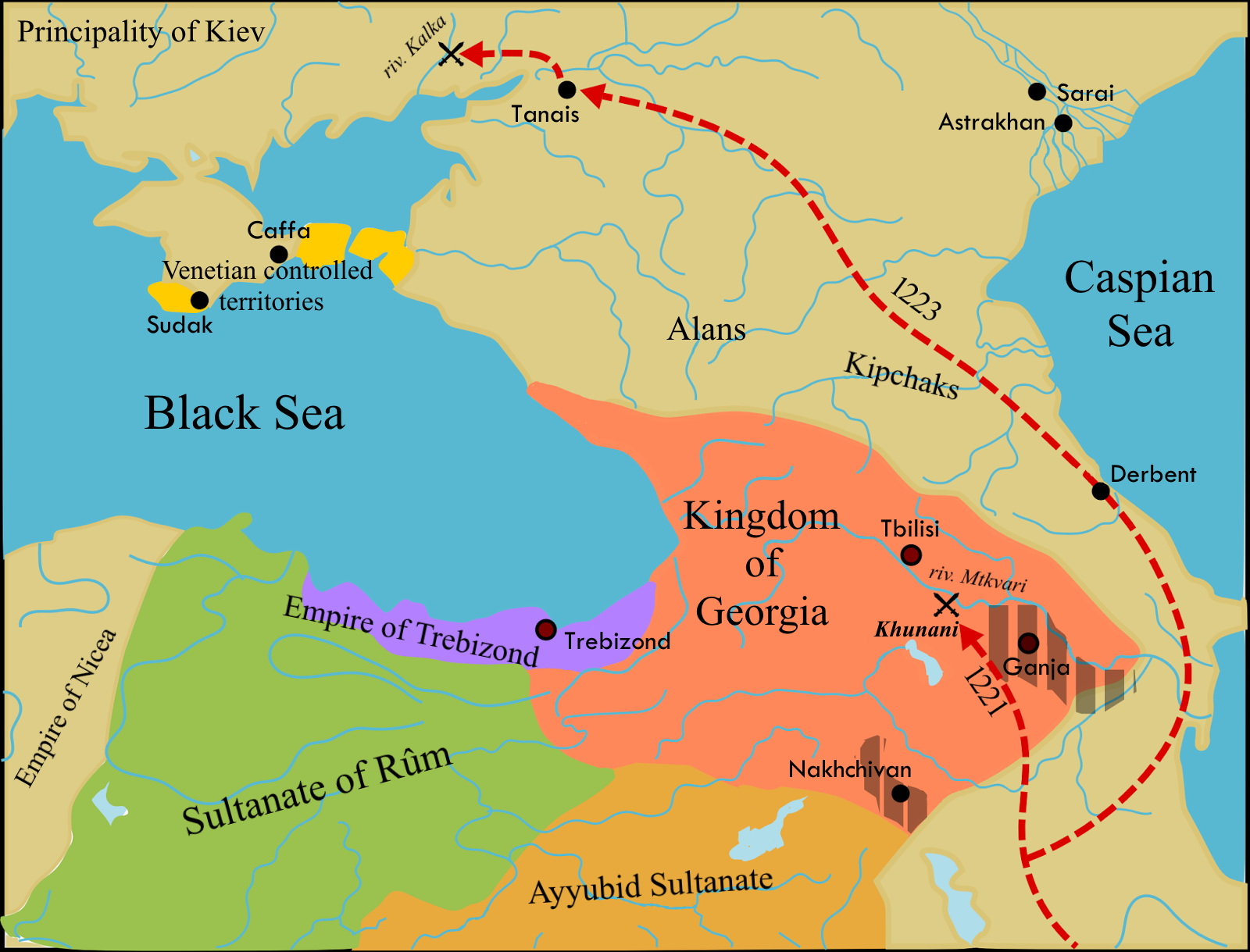
Invasione mongola della Georgia e battaglia di Khunan.

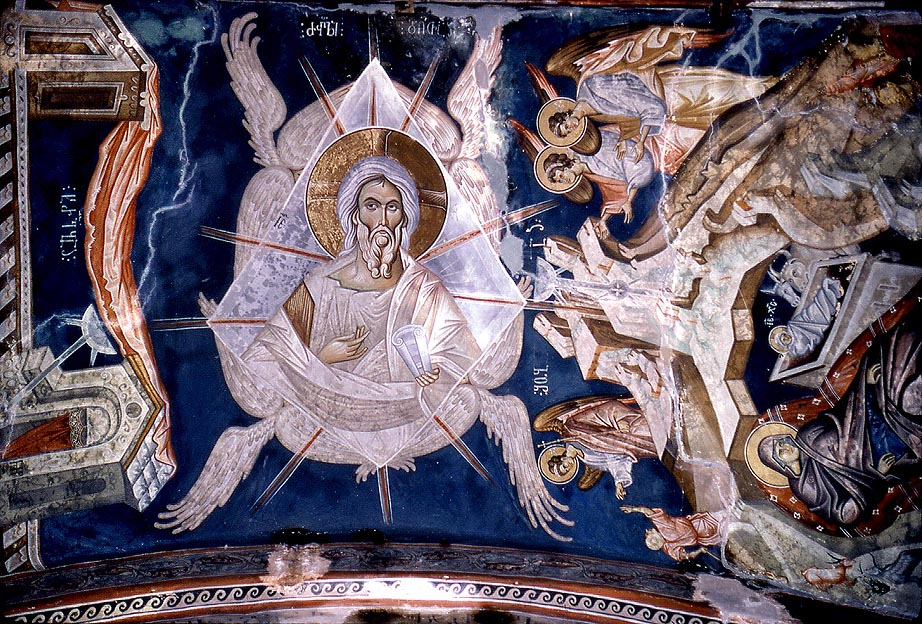
Anche durante le battute d'arresto per mano dei mongoli, la Georgia ha continuato a produrre punti di riferimento culturali, come questi affreschi a Ubisi di Damiane, uno degli artisti medievali distintivi della Georgia.

I Mongoli fecero la loro prima apparizione nei territori georgiani all'inizio dell'autunno del 1220, quando circa 20.000 mongoli guidati da Subutai e Jebe inseguirono lo spodestato Shah Muhammad II della dinastia Khwarazmian fino al Mar Caspio. Con il consenso di Gengis Khan, i due generali mongoli procedettero verso ovest in una missione di ricognizione. Si spinsero in Armenia, allora sotto l'autorità georgiana, e nella battaglia di Khunan sul fiume Kotman sconfissero un esercito di circa 10.000 georgiani e armeni comandati dal re Giorgio IV. 
Questi era il figlio della regina Tamara e mise da parte i suoi preparativi a sostegno della quinta crociata per concentrarsi sulla lotta contro gli invasori, ma l'assalto mongolo si rivelò troppo forte per essere respinto. I georgiani subirono pesanti perdite durante la guerra e il re stesso fu gravemente ferito rimanendo disabile e morendo prematuramente all'età di 31 anni.
La sorella di Giorgio, Rusudan, salì al trono, ma era troppo inesperta e il suo paese troppo indebolito per respingere i mongoli. Nel 1236 un importante comandante mongolo, Chormaqan, guidò un imponente esercito contro la Georgia e i suoi vassalli, costringendo la regina Rusudan a fuggire a ovest, lasciando la Georgia orientale nelle mani di nobili che alla fine fecero pace con i mongoli e accettarono di rendere omaggio.  Al contrario, coloro che tentarono una resistenza furono soggetti al completo annientamento come da consuetudine mongola. Gli eserciti mongoli scelsero di non attraversare la barriera naturale dei monti Likhi all'inseguimento della regina georgiana, risparmiando alla Georgia occidentale la distruzione diffusa. Successivamente, la regina Rusudan tentò di ottenere il sostegno di papa Gregorio IX, ma senza successo. Nel 1243, la Georgia fu alla fine costretta a riconoscere il Gran Khan come suo signore supremo.
Per contribuire al declino, nessuna campagna di invasione mongola fu devastante quanto i decenni di lotta anti-mongola che ebbero luogo nel paese. La prima rivolta antimongola iniziò nel 1259 sotto la guida di Davide VI e durò quasi trent'anni. Il conflitto anti-mongolo continuò senza molto successo sotto i re Demetrius II, che fu giustiziato dai mongoli, e Davide VIII.
La Georgia vide comunque un periodo di rinascita, sconosciuto nell'epoca delle invasioni mongole, sotto il re Giorgio V il Brillante. Monarca lungimirante, Giorgio V riuscì ad approfittare del declino dell'Ilkhanato mongolo della metà del XIV secolo. Smise di rendere omaggio ai mongoli, ripristinò i confini statali della Georgia precedenti al 1220 e riportò l'Impero di Trebisonda nella sfera di influenza della Georgia. Sotto di lui, la Georgia stabilì stretti rapporti commerciali internazionali, principalmente con l'impero bizantino - con il quale Giorgio V aveva legami familiari - ma anche con le grandi repubbliche marinare europee, Genova e Venezia. Giorgio V supportò anche il restauro di diversi monasteri georgiani a Gerusalemme della Chiesa ortodossa georgiana e ottenne il libero passaggio per i pellegrini georgiani in Terra Santa. Si pensa che l'uso diffuso della croce di Gerusalemme nella Georgia medievale - alla base della moderna bandiera nazionale della Georgia - risalga al regno di Giorgio V.
La morte di Giorgio V, l'ultimo dei grandi re della Georgia unificata, fece precipitare in un declino irreversibile il Regno. I decenni successivi furono segnati dalla peste nera, diffusa dai nomadi on transito nella regione, nonché da numerose invasioni sotto la guida di Tamerlano, che devastarono l'economia, ridussero la popolazione e impoverirono i centri urbani del paese. Dopo la caduta di Bisanzio, la Georgia si trasformò definitivamente in un'enclave cristiana isolata e divisa, una reliquia della sbiadita epoca romana orientale, circondata da ostili vicini turco-iraniani.

### Eredità artistica

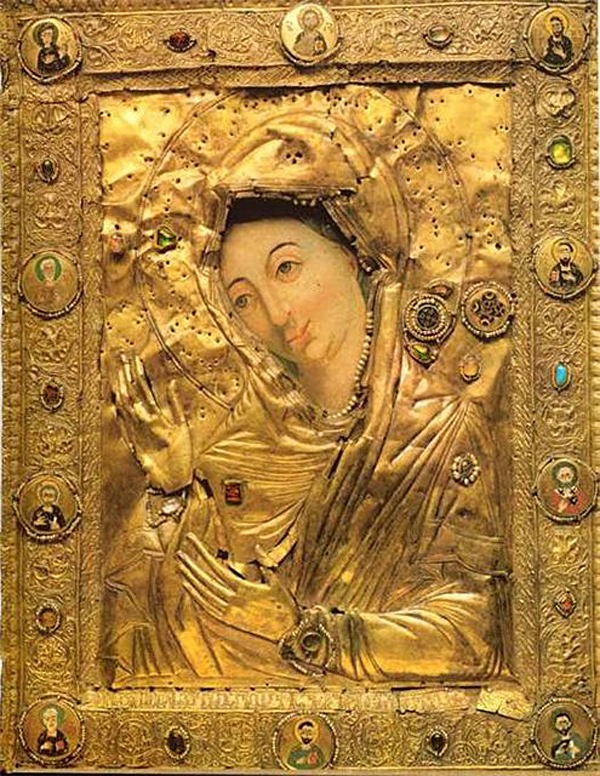
Theotókos in oro del monasteori di Khobi, con pietre preziose asportate durante il regime comunista
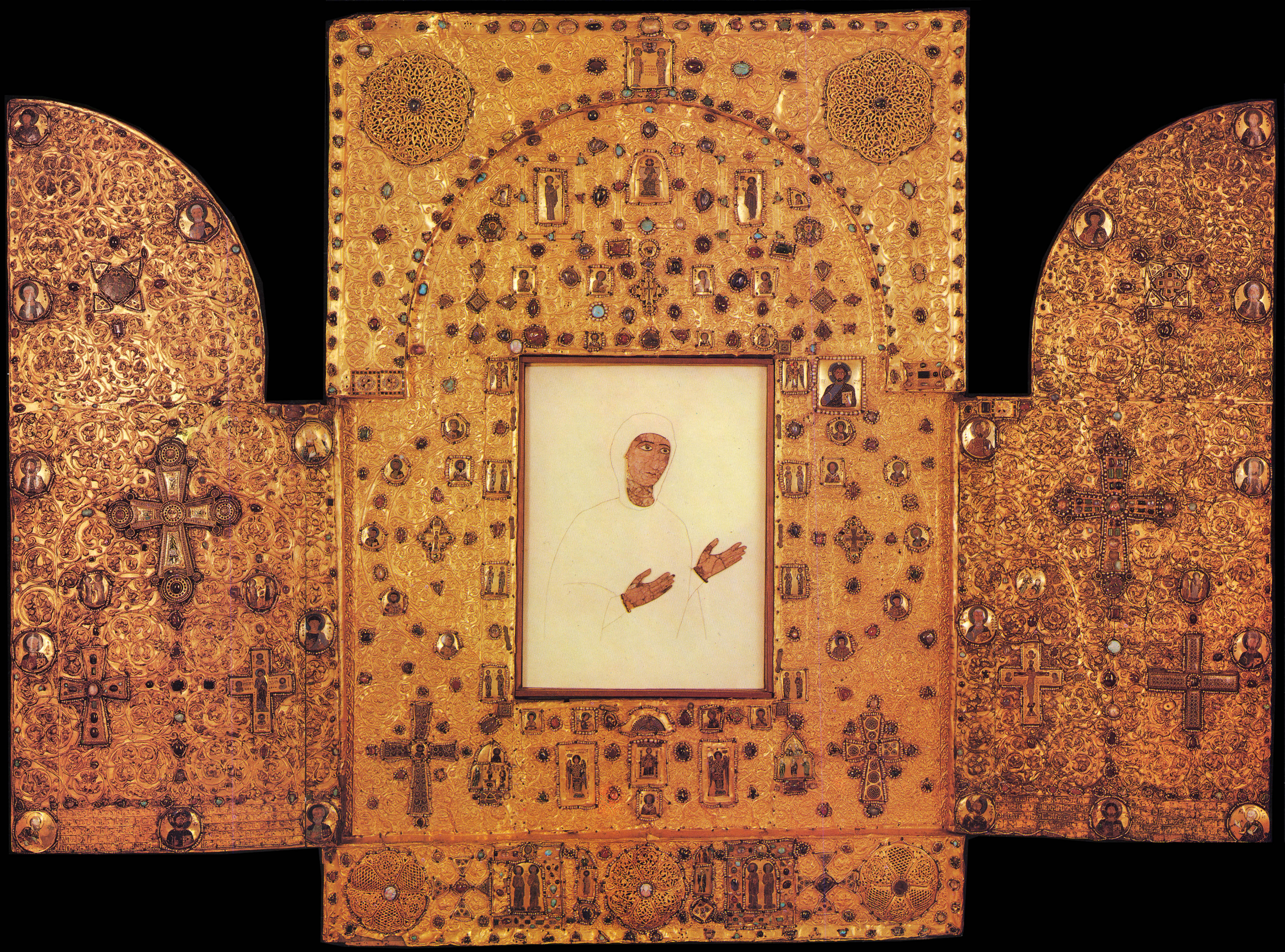
Trittico di Khakhuli
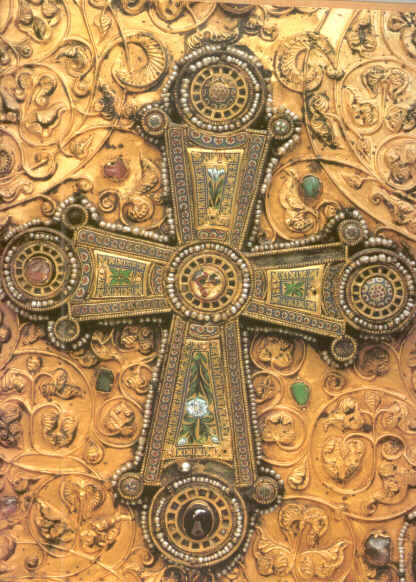
Dettaglio del Trittico di Khakhuli
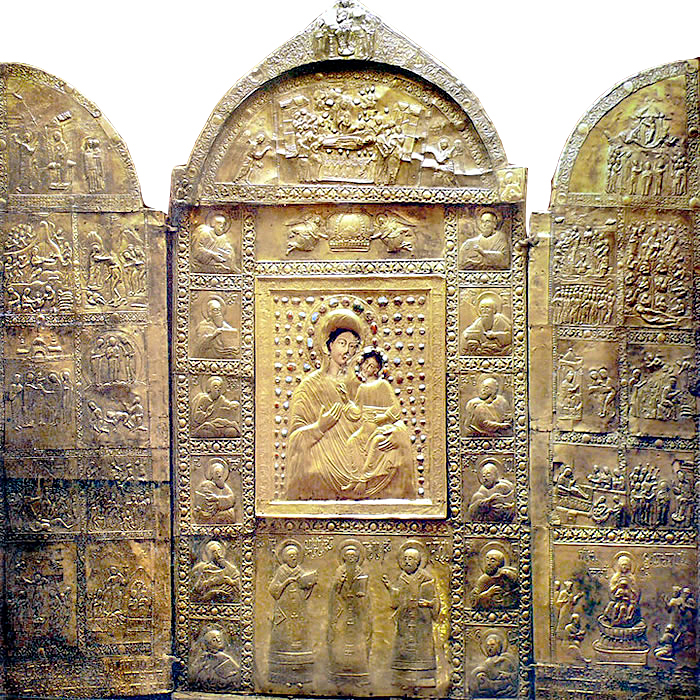
Trittico di Atskuri
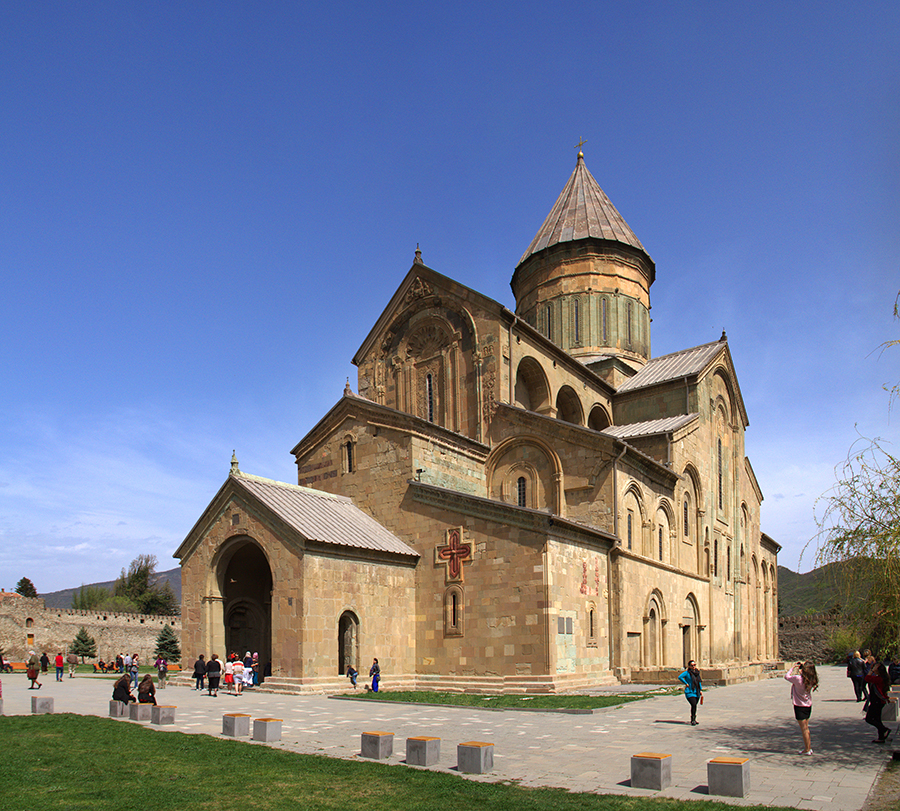
Cattedrale di Svetitskhoveli di Mtskheta costruita a partire dal 1020 da Giorgio I. Nel 1994 è stata inclusa nella lista dei patrimoni dell'umanità UNESCO.
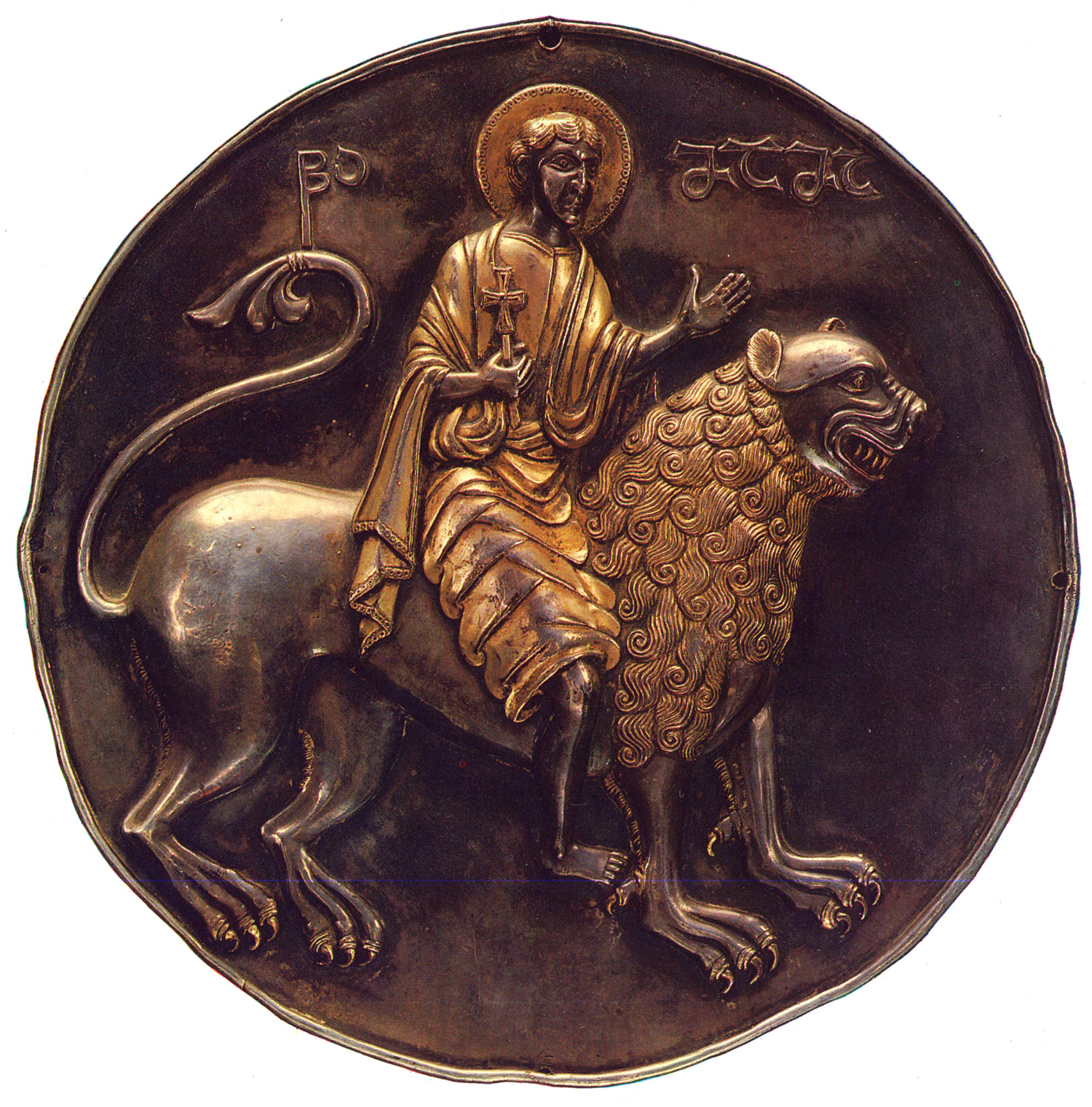
Tondo georgiano commemorativo del martire Mamete di Cesarea
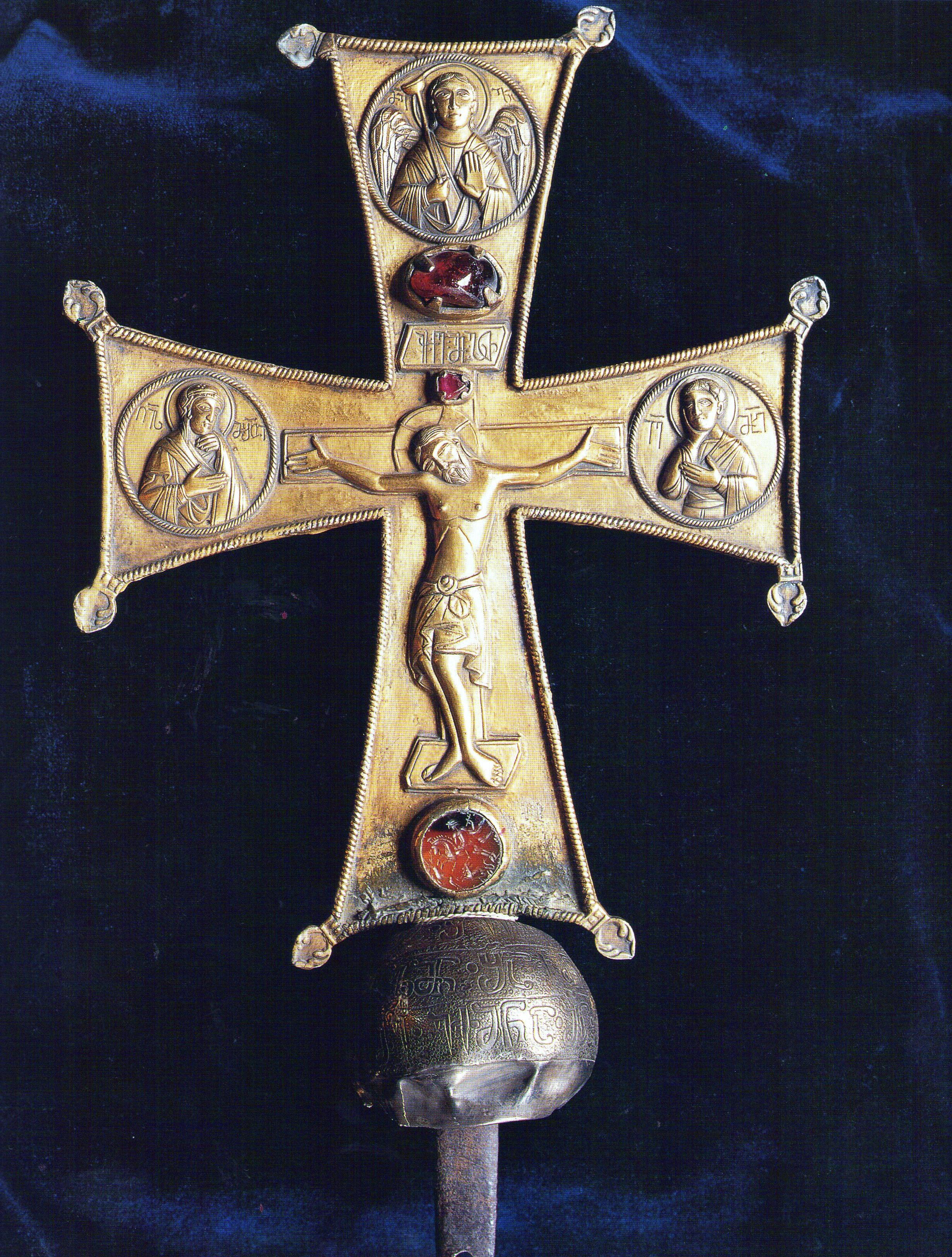
Croce astile di Davide IV
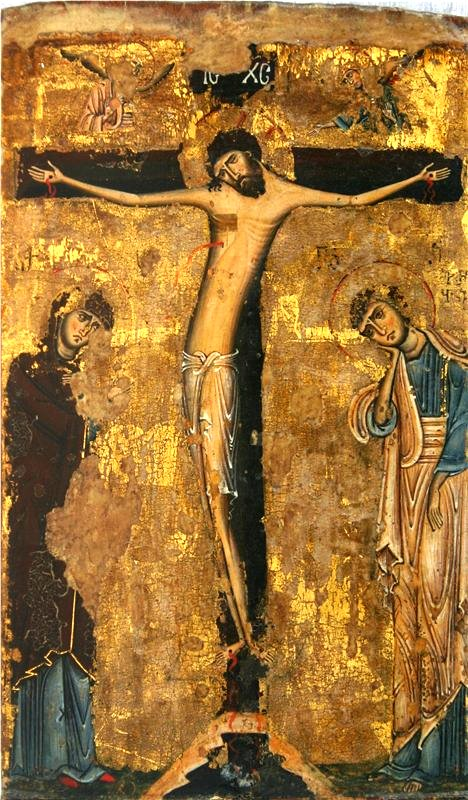
Crocifissione presso Mest'ia
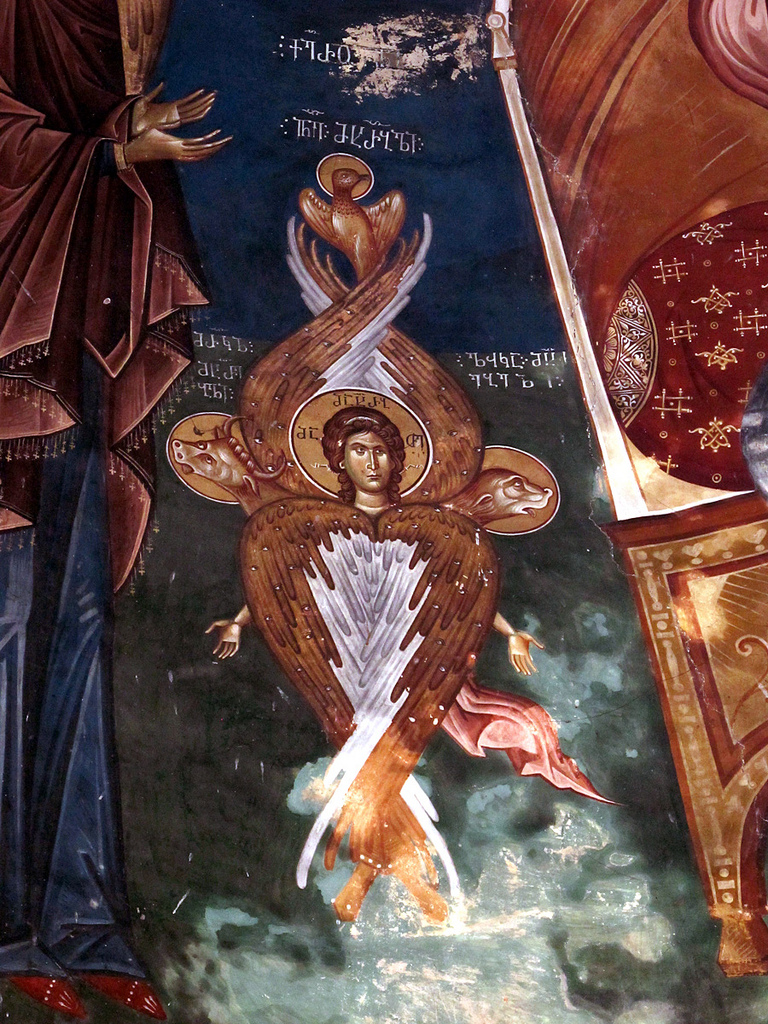
Affrresco a Ubisi
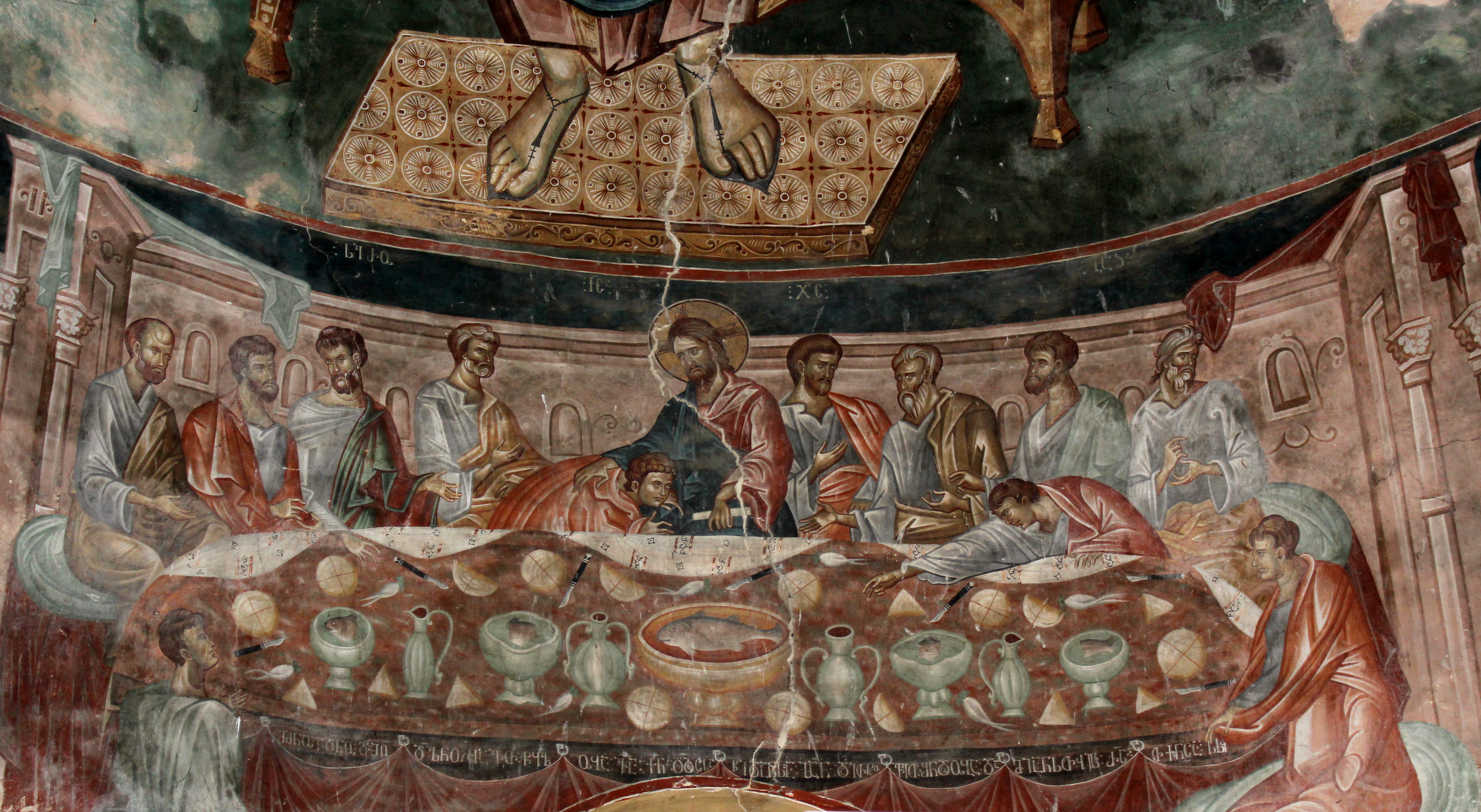
Ultima cena a Ubisi
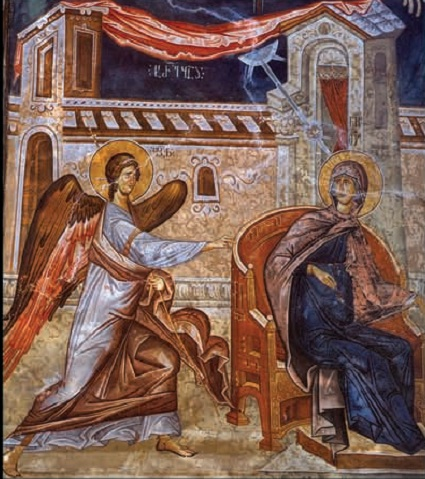
Annunciazione a Ubisi
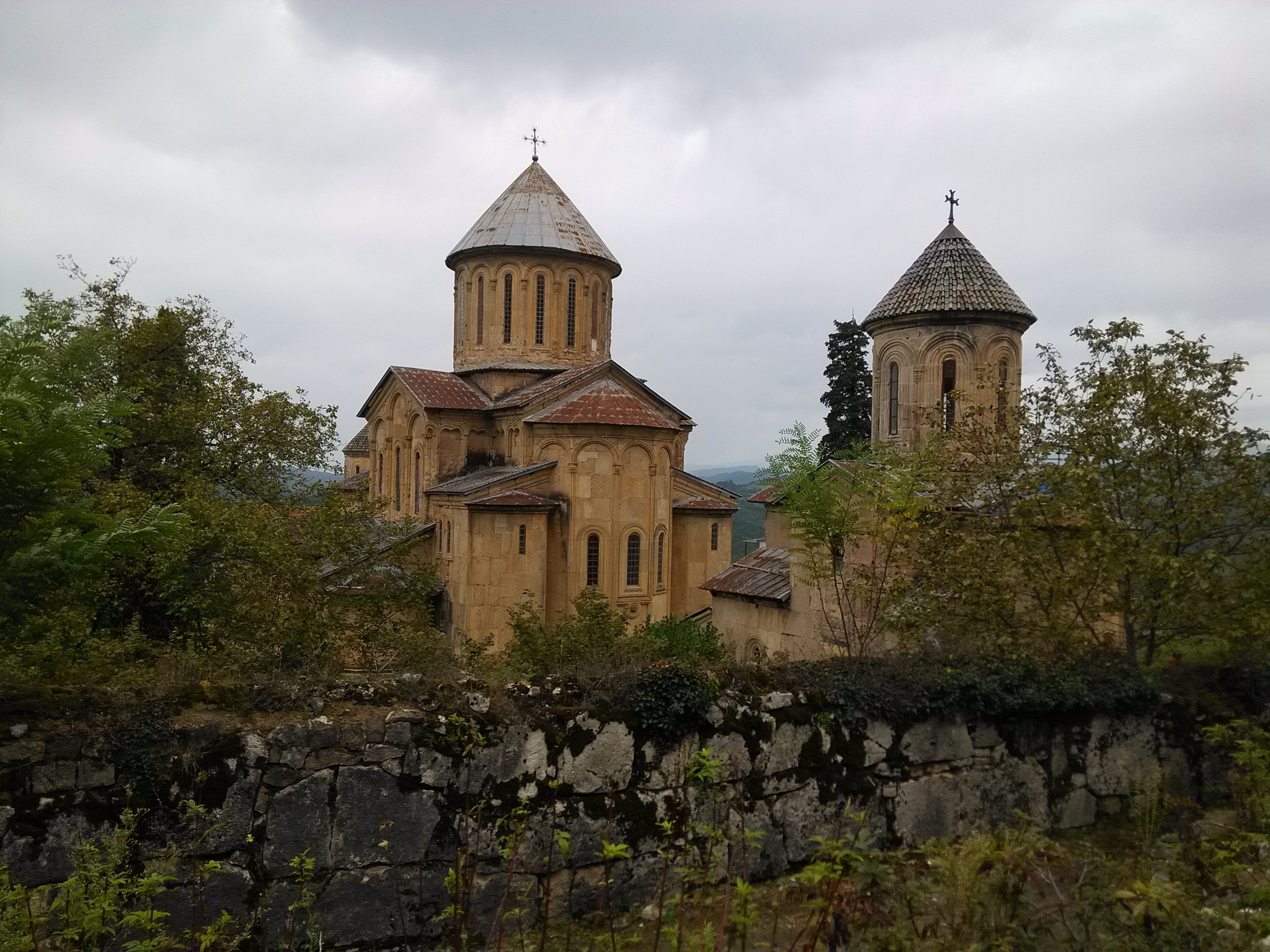
Monastero di Gelati, incluso nella lista dei patrimoni dell'umanità UNESCO
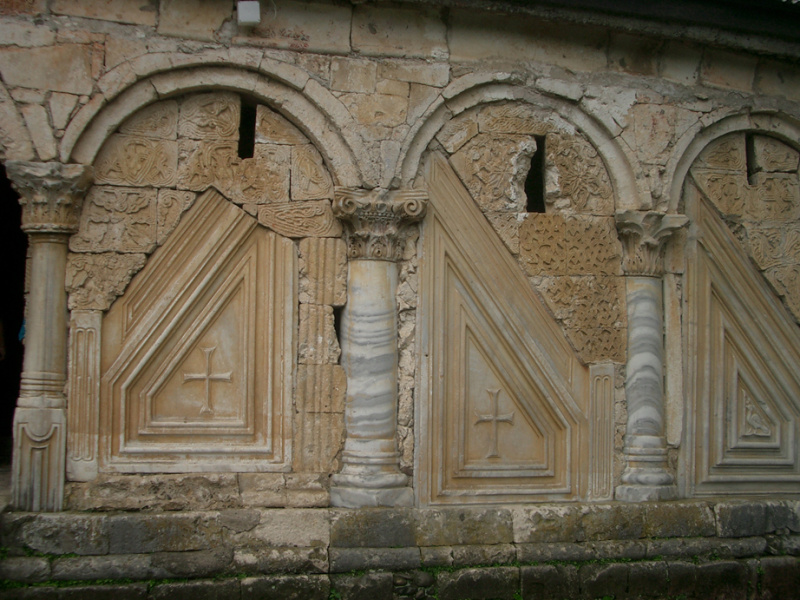
Mura del Monastero di Khobi con influenze romane
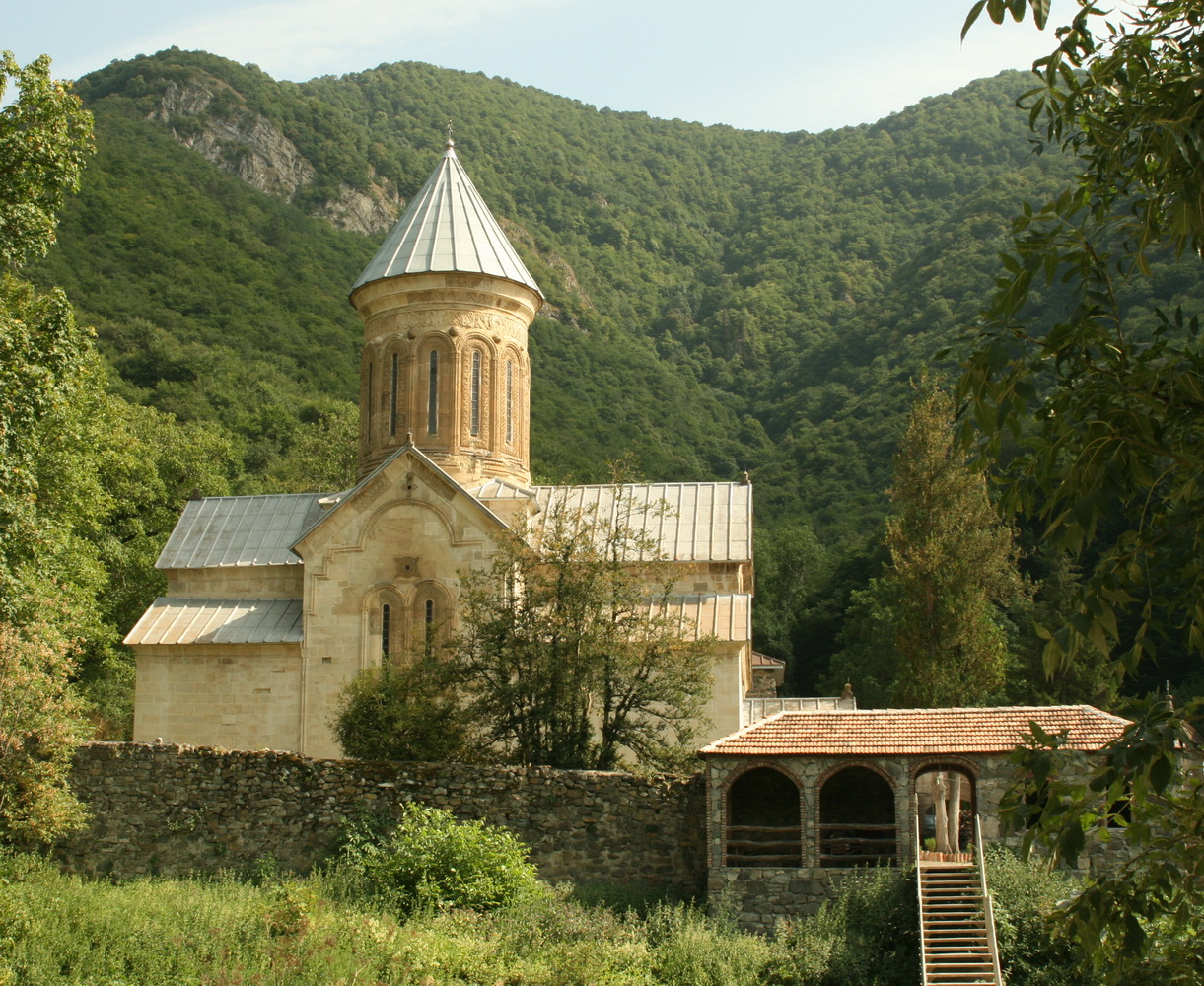
Monastero di Kvatakhevi
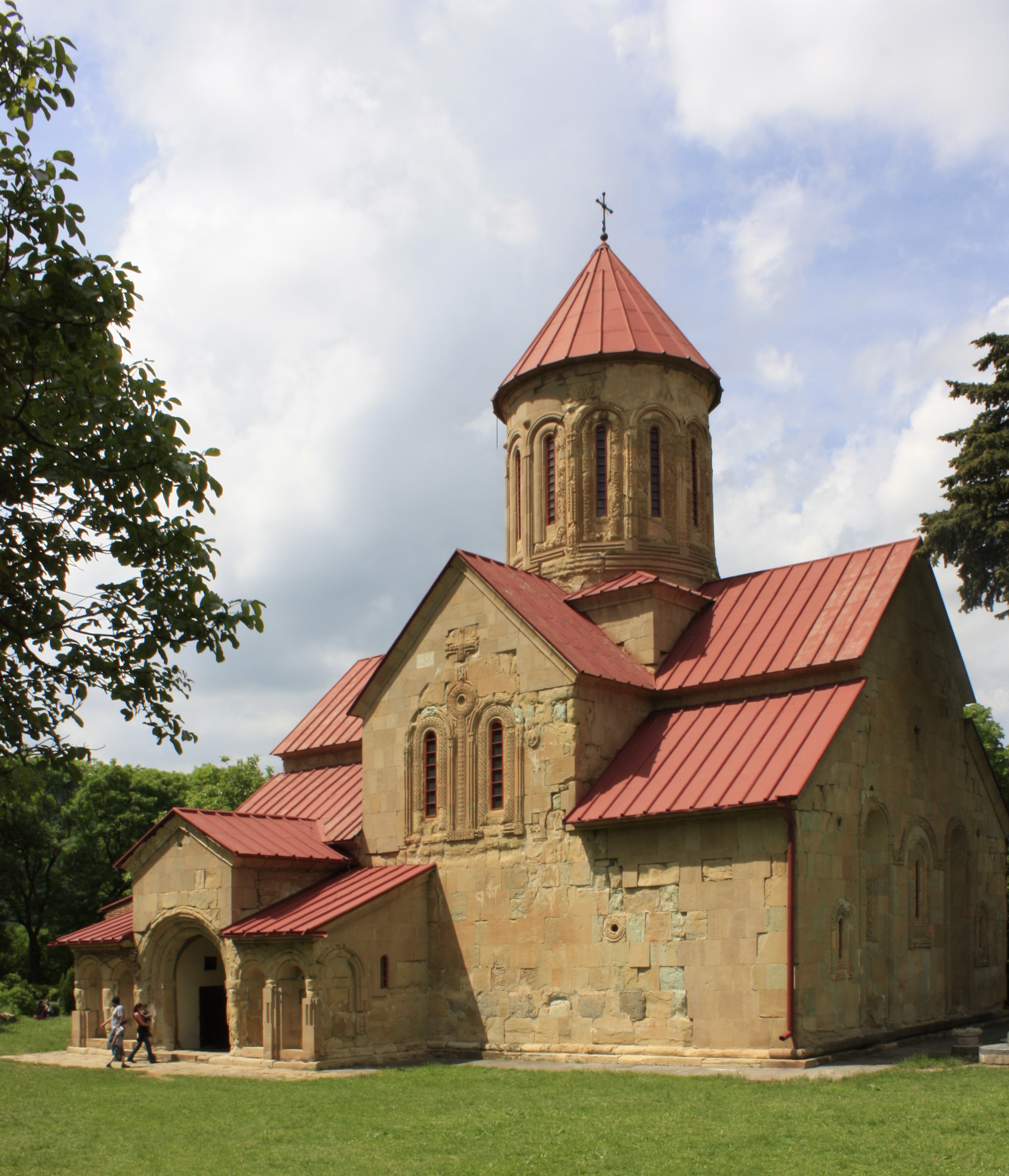
Monastero di Betania
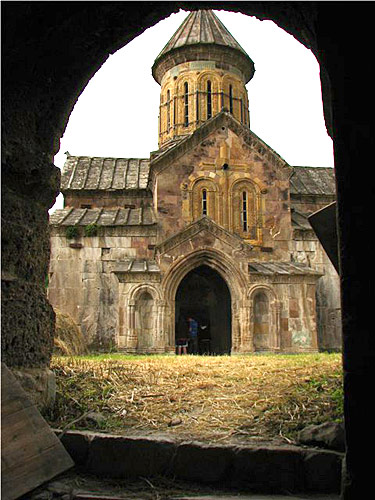
Monastero di Pitareti
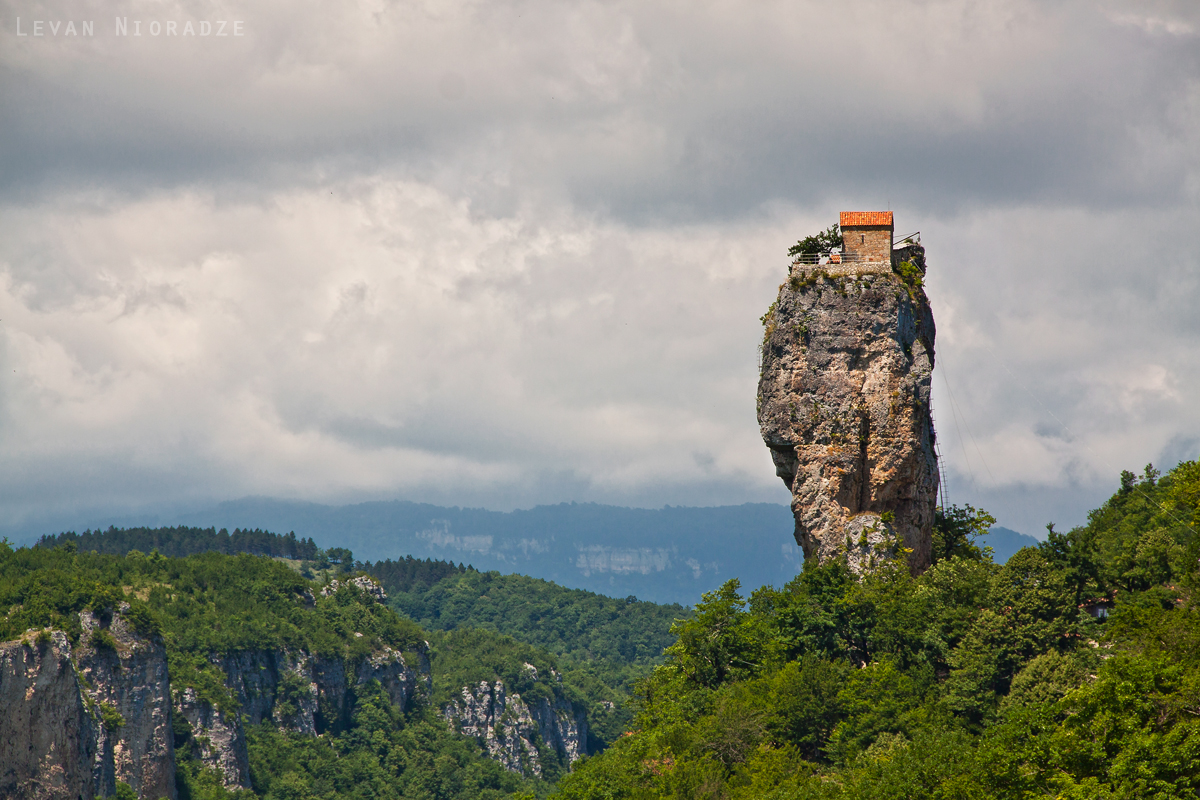
Colonna di Katskhi